# Alvarnätskinnbagge
Alvarnätskinnbagge (Derephysia cristata) är en insektsart som först beskrevs av Georg Wolfgang Franz Panzer 1806.  Alvarnätskinnbagge ingår i släktet Derephysia, och familjen nätskinnbaggar. Arten är reproducerande i Sverige.